# Gulzhan Issanova
Gulzhan Abdildabekovna Isanova (kazakh Гүлжан Абдилдабековна Исанова), née le 12 septembre 1983, est une judokate kazakhe.

## Palmarès international en judo
| Jeux asiatiques     | Jeux asiatiques | Jeux asiatiques |
| Année               | Médaille        | Catégorie       |
| ------------------- | --------------- | --------------- |
| 2006                | bronze          | Ouverte         |
| 2010                | bronze          | +78 kg          |
| 2018                | bronze          | +78 kg          |
| Championnats d'Asie |                 |                 |
| Année               | Médaille        | Catégorie       |
| 2007                | bronze          | Ouverte         |
| 2008                | bronze          | +78 kg          |
| 2009                | or              | +78 kg          |
| 2011                | bronze          | +78 kg          |
| 2012                | argent          | +78 kg          |
| 2015                | bronze          | +78 kg          |
| 2016                | argent          | +78 kg          |
| 2017                | bronze          | +78 kg          |